# ロイヤルドルトン
ロイヤルドルトン（Royal Doulton）は、イギリスの陶磁器メーカー。
1815年ジョン・ドルトン（John Doulton）がジョン・ワット（John Watts）の共同出資を受けてロンドンのランベスで創業した。その当時は炻器（ストーンウェア）をつくる小さな企業であった。ドルトンの大きな飛躍は2代目ヘンリー・ドルトン（Henry Doulton）の代になってからである。ヘンリーはまず蒸気機関を取り入れ生産効率を高め、排水設備や洗面器や便器などの衛生用品を製品化し、ロンドンの都市化に大きく貢献した。
1877年ヘンリー・ドルトンは、ロンドンでの活動によって、現在も本社となっているバースレムに窯を移す。ここからドルトンはボーンチャイナを導入し、芸術的テーブルウェアを創造していくこととなる。1887年ヘンリーはヴィクトリア女王より陶磁器界では初めてのナイトの称号を与えられ、1901年にはエドワード7世よりロイヤルの称号を与えられた。
その後、「ハドンホール」を持つミントン、世界最大数の生産量を誇る「オールドカントリーローズ」を持つロイヤルアルバート、イギリス陶磁器最高の「ロイヤル」と「クラウン」の称号を持つロイヤルクラウンダービーを傘下におさめ、世界最大の陶磁器メーカーの一つとなった。
2015年7月、ロイヤルコペンハーゲンを所有するフィンランド企業、フィスカースに買収され、ウェッジウッド、ロイヤルアルバートと共にWWRDグループホールディングスの一員となった。

## 代表作
- バロネス
- カウンテス
- ディザイア
- ビルトモア
- チャリノー
- センテニアル・ローズ
- カーライル
- ハンナ
- ゴードン・ラムゼイ　シリーズ
  - ゴードン・ラムゼイ　ホワイト
  - ゴードン・ラムゼイ　プラチナ
  - ゴードン・ラムゼイ　クリスタル